# Cantone di Chunchi
Il Cantone di Chunchi è un cantone dell'Ecuador che si trova nella Provincia del Chimborazo.
Il capoluogo del cantone è Chunchi.